# ב

筆記体

ב（ベート、בֵּית ,בי״ת、bet）はヘブライ文字の2番目の文字。ヘブライ数字の数価は2。
/b/と/v/の2つの発音があり、後者の場合、文字名称はヴェートとも呼ばれる。
アラビア文字のب、ギリシャ文字のΒ、キリル文字のБあるいはВ、ラテン文字のBに対応する。

## 音声
有声両唇破裂音/b/、もしくは有声唇歯摩擦音/v/をあらわす。破裂音であることを表すためにダゲシュ記号を加えて「בּ」と表されることがある。本来、母音に後続する位置で、重子音でない場合に摩擦音で発音された。
現代ヘブライ語では、摩擦音の「ב」は、「ו」（ヴァヴ）と同音になっている。

## 起源
家（ヘブライ語: בית bayit）を描いた文字に由来する。

## 記号としての用法
ベート数の記号はこの文字である。